# زیمزم

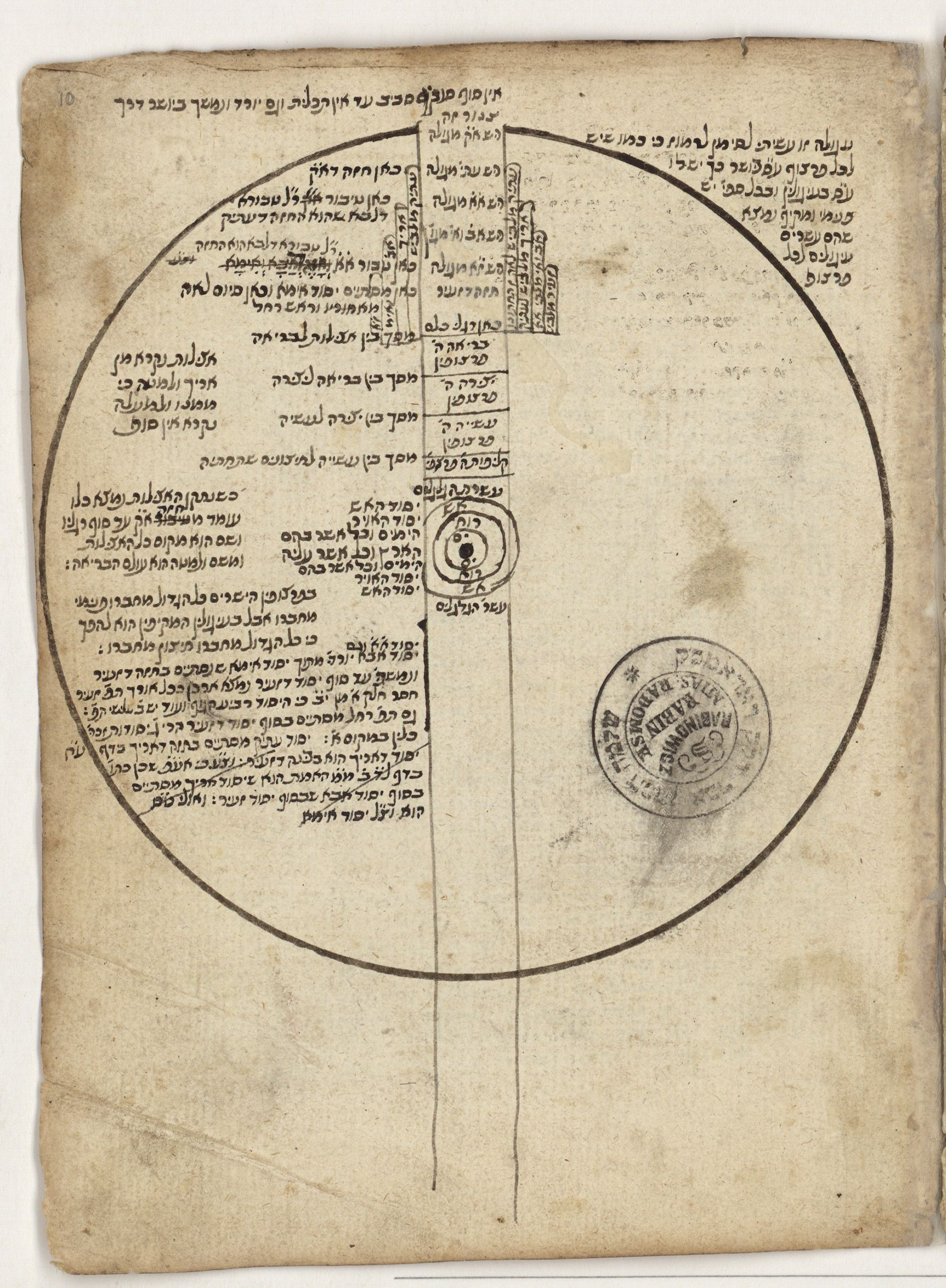
نمودار لونزانو

صیمصوم (به عبری: צמצום) به معنای انقباض اصطلاحی در کابالای اسحاق لوریا است که به معنی این است خداوند روند آفرینش را با انقباض نور بینهایت خود آغاز میکند. در اثر این انقباض فضای خالی (به عبری: חלל הפנוי) ایجاد شده که اجازه نور خلق کننده جدید را میدهد. به دلیل انقباض و دور شدن نور خدا از مخلوق ، انتخاب میتواند وجود داشته باشد، و از این رو به خداوند هاماقُم (به عبری: המקום) نام برده میشود. در کابالا این مسئله به تضاد حضور و عدم حضور خدا در خلقت خود اشاره میکند. همینطور واژه عولام که معنی دنیا است از ریشه علم میباشد که در عبری به معنی مخفی شدن است.

## درکابالای لوریا
اسحاق لوریا سه ایده اصلی به کابالا وارد کرد: صیمیوم، شِویرَت هاکِلیم (شکسته شدن ظرفها) و تیکون (ترمیم). این سه ایده به هم ارتباط داشته و جزئی از یک فرایند بزرگتر کلی هستند. صیمصوم اولین مرحله خلقت است که در آن خدا حضور خود را از یک ناحیه کم میکند که باعث ایجاد فضای خالی شده و امکان خلقت را فراهم میکند. شِویرَت هاکلیم مرحله بعد از صیمصوم است. در این مرحله خداوند ظرفها (هاکِلیم) را ایجاد میکند و نور الهی را در آنها میریزد. ولیکن این ظرفها دارای قدرت کافی برای نور الهی نیستند و در اثر این نور شکسته میشوند. این شکسته شدن باعث پخش شدن نور الهی به صورت ذرات در همه چیزها میشود. مرحله تیکون (ترمیم) مرحله جمع آوری این ذرات الهی است که به صورت خرده ها شکسته شده از مرحله شویرات هاکلیم در همه چیز وجود دارند. صیمصوم در تفکر لوریا با اخراج یهودیان مرتبط است. مرحله تیکون در تفکر او در واقع وظیفه قوم یهود بوده که با تبعیت از قوانین اخلاقی باعث ترمیم دنیا میشود.